# Pawliwka (rejon bołgradzki)
Pawliwka (ukr. Павлівка) – wieś na Ukrainie, w obwodzie odeskim, w rejonie bołgradzkim, siedziba hromady. W 2001 liczyła 2556 mieszkańców, spośród których 132 wskazało jako ojczysty język ukraiński, 2326 rosyjski, 47 mołdawski, 31 bułgarski, 1 białoruski, 3 gagauski, a 16 romski.